# Valdefinjas
Valdefinjas est une municipalité espagnole de la communauté autonome de Castille-et-León et de la province de Zamora. Au 1er janvier 2022, elle compte 61 habitants.

## Géographie et climat
Valdefinjas est située à l'est de la province de Zamora de la Communauté autonome de Castille et Léon. Situé à environ 31 km à l'est-sud-est de Zamora dans le plateau castillan à une altitude d'environ 725 m. Le climat en hiver est assez froid et en été il est chaud à très chaud ; Les précipitations sont rares (environ 429 mm/an) tout au long de l'année.

## Démographie
| Année      | 1970 | 1981 | 1991 | 2001 | 2011 | 2021 | 2022 |
| Population | 223  | 147  | 115  | 99   | 61   | 57   | 61   |

Le déclin  de la population dans la seconde moitié du XXe siècle est dû en grande partie à la mécanisation de l'agriculture et à la perte d'emplois qui en découle.

## Images

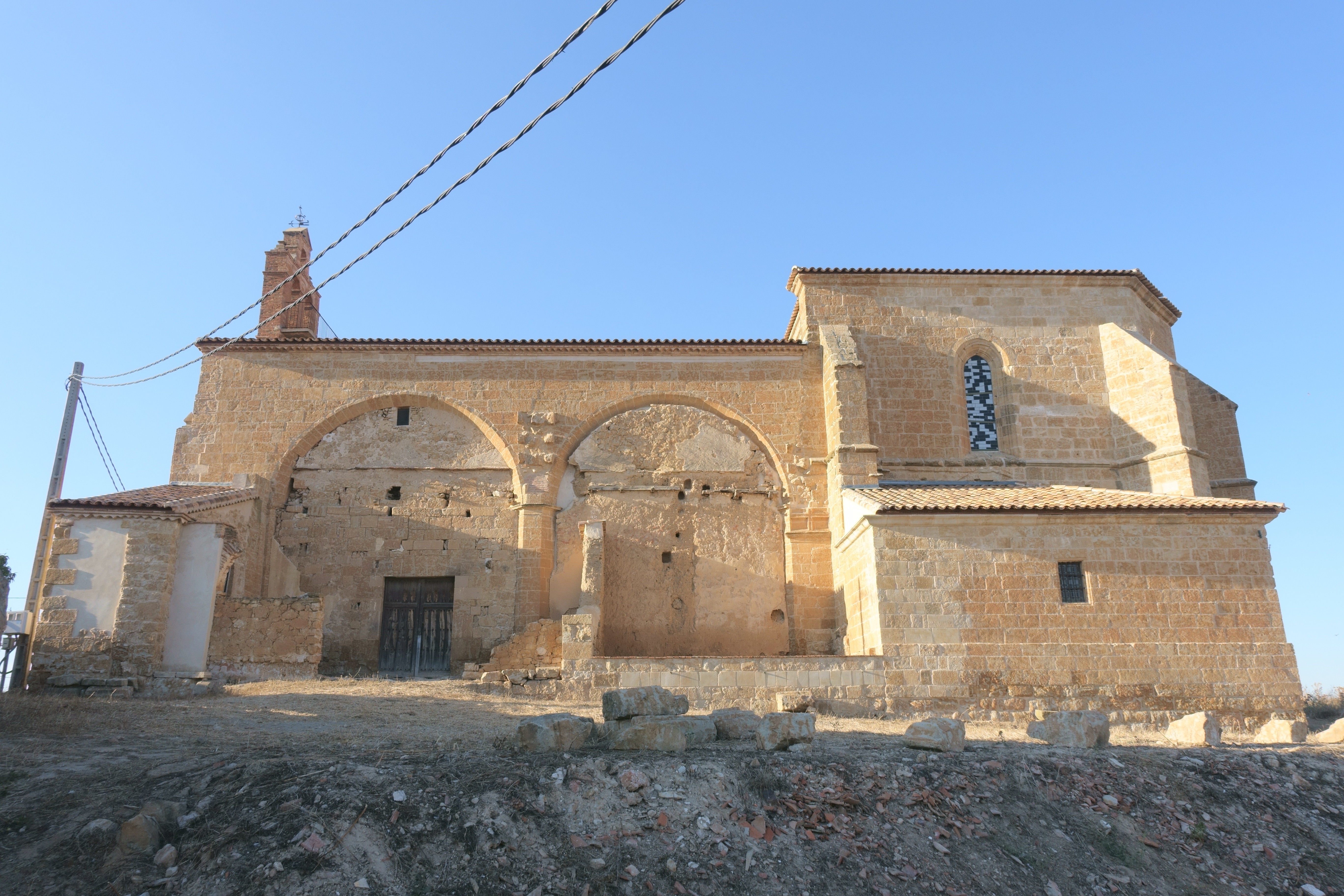
Église de l'Assomption de Marie
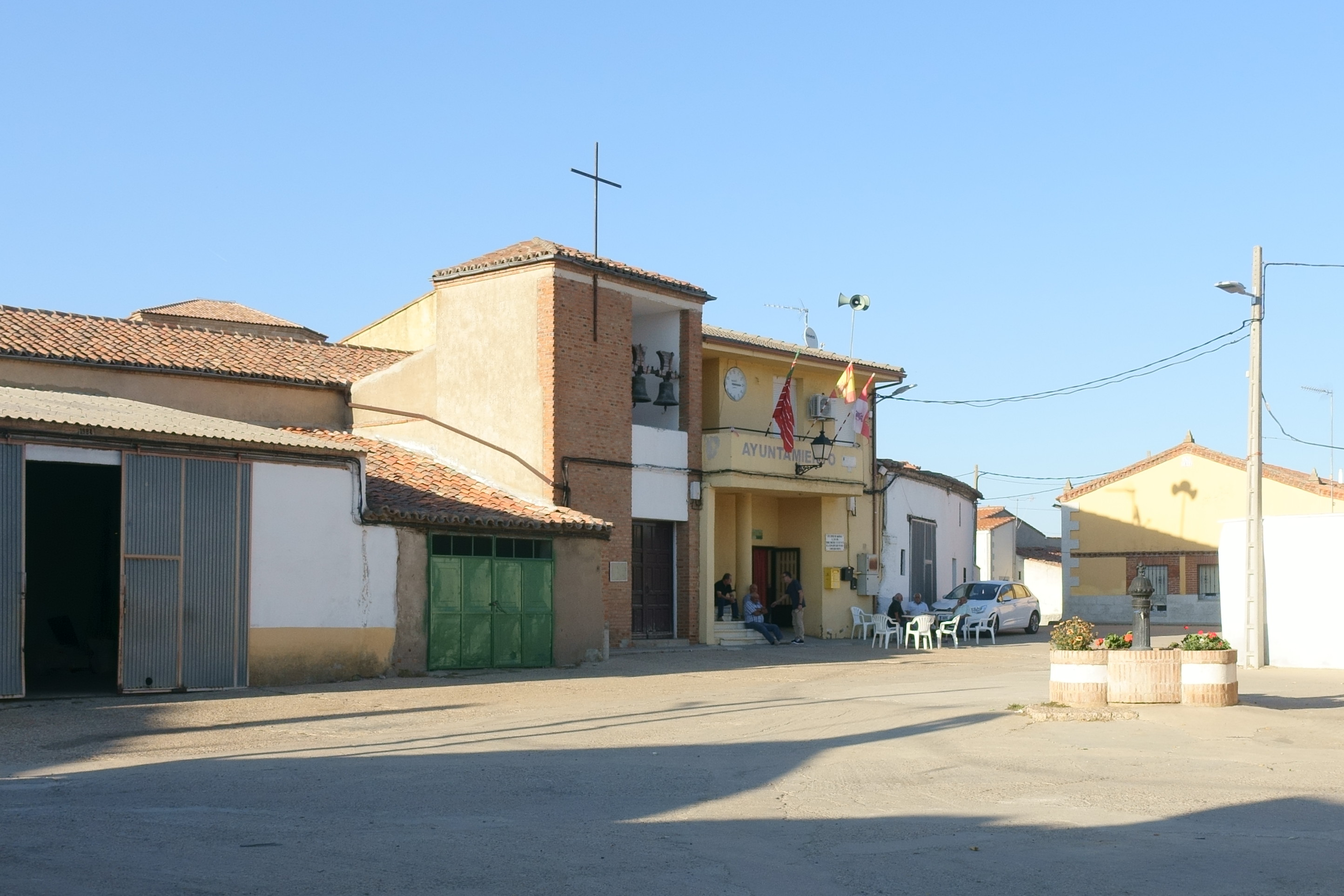
Mairie